# Raad van commissarissen
De raad van commissarissen, afgekort RvC, is in Nederland het toezichthoudende orgaan van naamloze vennootschappen en besloten vennootschappen met beperkte aansprakelijkheid.
Een lid van de raad van commissarissen heet een commissaris. De president-commissaris staat aan het hoofd van de raad van commissarissen.
De term raad van commissarissen wordt eveneens gebruikt voor een soortgelijk toezichthoudend orgaan in een vereniging of coöperatie. Wanneer deze rechtspersonen een publiek-private doelstelling hebben, wordt voor het betreffende orgaan dikwijls de benaming raad van toezicht gehanteerd, een lid van de raad van toezicht heet een toezichthouder.

## Nederland

### Taken
De raad van commissarissen heeft de taak om toezicht te houden op het beleid van de raad van bestuur en op de algemene gang van zaken in de vennootschap en de ondernemingen die daaraan verbonden zijn.

#### Werkwijze
De raad van commissarissen staat de raad van bestuur met adviezen terzijde. Hiervoor verschaft de raad van bestuur tijdig de noodzakelijke gegevens aan de raad van commissarissen.
Er wordt wel gedacht dat de raad van commissarissen het vertegenwoordigende lichaam van de aandeelhouders is, zodat deze een vinger aan de pols van de raad van bestuur kunnen houden. Dit is strikt genomen niet juist, aangezien de raad van commissarissen te allen tijde in het belang van de vennootschap en de onderneming moet handelen, zonder opdracht en onafhankelijk van bijkomstige belangen.

### Benoeming
Commissarissen worden daarom vaak van buitenaf gekozen, vanwege hun expertise in een bepaalde branche of markt, hun netwerk of hun positie in het maatschappelijke veld. De commissarissen worden op voordracht van de raad van commissarissen benoemd door de algemene vergadering van aandeelhouders. De algemene vergadering en de centrale ondernemingsraad kunnen personen voor benoeming tot commissaris aanbevelen. Voor een derde van het aantal leden van de raad van commissarissen geldt dat de raad van commissarissen een door de centrale ondernemingsraad aanbevolen persoon op de voordracht plaatst tenzij de raad van commissarissen bezwaar maakt tegen de aanbeveling.

### Bezoldiging
De bezoldiging van ieder lid van de raad van commissarissen wordt vastgesteld door de algemene vergadering. Bij de stichtingen benoemt de raad van commissarissen of de raad van toezicht zichzelf, behoudens wettelijk voorgeschreven voordrachten dan wel bindende voordrachten. Bij de vereniging benoemt de algemene vergadering deze raad.

### De structuurvennootschap
Binnen een structuurvennootschap heeft de RvC een verregaande bevoegdheid. Ook is de RvC hier onder andere als enige bevoegd om bestuurders te benoemen, te ontslaan en te schorsen.

## België
Het Belgische vennootschapsrecht kent ook commissarissen, maar deze hebben een heel andere functie dan in Nederland. Zij worden benoemd door de algemene vergadering en oefenen een onafhankelijke controle uit op de boekhouding van de onderneming. Over deze controle brengen zij verslag uit aan de algemene vergadering. Grote ondernemingen moeten steeds één of meer commissarissen-revisoren benoemen, die volgens artikel 130 van het Wetboek van Vennootschappen en Verenigingen (WVV) lid dienen te zijn van het Instituut voor Bedrijfsrevisoren, maar vaak zijn dit de grotere kantoren, bijvoorbeeld PricewaterhouseCoopers, Deloitte, Ernst & Young en KPMG.

## Angelsaksische systeem
In de Angelsaksische rechtssystemen, zoals het Engelse, is de Board of Directors één orgaan waarin de leiding van de rechtspersoon in handen is van uitvoerende bestuurders (Engels: Executive Directors) en het toezicht op de leiding door niet uitvoerende bestuurders, Non-Executive Directors, verenigd zijn. De Board of Directors wordt in het jargon daarom een one-tier Board genoemd.